# Teorie del complotto sulle case farmaceutiche
Le teorie sul complotto delle case farmaceutiche sono un gruppo di teorie complottiste che affermano che la comunità medica e, in particolare, le società farmaceutiche – specialmente quelle grandi, spesso chiamate col nomignolo Big Pharma – operino per scopi sinistri e contro il bene pubblico e che causino o peggiorino una vasta gamma di malattie a scopi di lucro.

## Storia e definizione
L'espressione Big Pharma è usata per definire, nel complesso, l’intera industria farmaceutica; in particolare, come sostiene Steven Novella, questo termine viene utilizzato per dare dell’industria farmaceutica una connotazione demonizzata. Il professor Robert Blaskiewicz ha scritto che gli studiosi della cospirazione usano il termine Big Pharma come “abbreviazione di un’entità inesistente composta da multinazionali, autorità, ONG, politici, e spesso fisici, tutti con il dito immerso nella torta farmaceutica da trilioni di dollari”.
Secondo il professor Robert Blaskiewicz le varie teorie sul complotto delle case farmaceutiche hanno quattro caratteristiche comuni: in primo luogo, l'ipotesi che la cospirazione sia perpetrata da un piccolo gruppo malevolo; in secondo luogo, la convinzione che il pubblico in generale ignori la verità; in terzo luogo, i suoi credenti trattano la mancanza di prove come prova; e infine, che gli argomenti impiegati a sostegno della teoria sono irrazionali, mal concepiti o altrimenti errati.

## Potenziali eventi ispiratrici
L'industria farmaceutica nella sua lunga storia ha subito piccoli ed isolati episodi che possono aver ispirato le teorie complottistiche.
Uno dei casi più recenti del terzo millennio è il caso del Daraprim (Pirimetamina) che venne acquisito da Martin Shkreli CEO della Turing Pharmaceuticals e che porto il prezzo del farmaco da 13,50 $ a 750 $, stesso dicasi per l'abuso di statine e la sicurezza delle stesse per il controllo del colesterolo, anche lo scandalo Oxycontin, il quale ha portato alla crisi degli oppioidi negli Stati Uniti, altra problematica è l'uso di tangenti per mantenere prezzi alti dei farmaci o imporne obblighi sull'uso, come nel caso italiano del vaccino contro l'epatite B e la tangente pagata a Duilio Poggiolini, così come il caso degli emoderivati infetti (da non confondere con il caso del sangue infetto in Italia) tra cui ricade anche l'Italia come vittima, il che ha portato anche alla creazione di una procedura d'indennizzo.
Altri eventi che possono essere erroneamente interpretati sono il ritiro di farmaci e dei vaccini, azioni attuate principalmente a livello precauzionale estremo per qualsiasi motivo non confermato, in modo da verificare con correttezza eventuali dubbi sollevati, come nel caso della presenza di eventuali particelle non biocompatibili e biopersistenti, ma che in ogni caso non è mai stata dimostrata la pericolosità nelle quantità e nelle forme contenute nei vaccini, come nel caso del blocco alla commercializzazione del vaccino di Moderna contro il COVID in Giappone per via dei lotti provenienti dal sito produttivo in Spagna, che per un probabile difetto del sito di produzione ha rilasciato particelle metalliche nel vaccino

## Forme di cospirazione
La suddetta teoria si divide in diversi specifici movimenti di cospirazione. Ognuno di questi ha delle trame a sé stanti, ma tutte identificano Big Pharma come il nemico. I movimenti più diffusi sono i seguenti:

### Cure alternative
Il teorico del complotto americano Kevin Trudeau, autore del libro Natural Cures "They" Don't Want You to Know About, ha affermato più volte come a suo avviso ci siano cure naturali per malattie gravi come cancro, herpes, artrite, AIDS, malattie da reflusso acido, varie fobie, depressione, obesità, diabete, sclerosi multipla, LES, CFS, iperattività, distrofia muscolare e che queste vengano nascoste e occultate dalla Food and Drug Administration, dalla Federal Trade Commission e dalle maggiori compagnie alimentari e farmaceutiche.

### HIV/AIDS
In una rubrica del 2006 su Harper's Magazine, la giornalista Celia Farber affermò che la medicina antiretrovirale a base di nevirapina facesse parte di una cospirazione del “complesso medico-scientifico” per diffondere medicine nocive. Farber disse che l’AIDS non è causato dall’HIV e che la nevirapina era stata brutalmente somministrata a donne incinte che stavano negli studi clinici, portandole alla morte. Le teorie di Farber, insieme alle sue affermazioni, vennero smentite della comunità scientifica. Tuttavia, secondo Seth Kalichman, la conseguente popolarità di tale teoria rappresentò un punto di svolta per il negazionismo dell’AIDS.

### Cure nascoste per il cancro
L'idea che la grande industria farmaceutica abbia una cura per il cancro e la stia sopprimendo in modo da poter mantenere un profitto è ritenuta valida da circa il 27% del pubblico americano secondo un sondaggio del 2005. Secondo queste teorie, le case farmaceutiche starebbero rallentando la ricerca di una cura efficace contro il cancro sviluppando singoli trattamenti monouso ad elevato profitto per loro, piuttosto che focalizzarsi su un’ipotetica cura totale e definitiva per ogni cancro; ad ogni modo, l'idea che trattenere una cura si tradurrebbe in maggiori profitti rispetto alla presentazione di essa non è considerato un argomento valido dal punto di vista scientifico. Tali teorie infatti ignorano che ad esempio il cancro non sia una singola malattia, e che sono stati compiuti grandi passi avanti nella lotta contro di esso.
Il neurologo e divulgatore Steven Novella affermò sul blog della Skeptics Society che buona parte delle idee cospirazionistiche riguardo a fantomatiche cure per il cancro originerebbero dal sensazionalismo propagandato dai media riguardo nuove cure sperimentali, ignorando la realtà scientifica: il fatto che un farmaco abbia dato buoni risultati in vitro, ad esempio, non determina automaticamente la sua validità immediata come terapia clinica. Il fatto che buona parte dei test di ricerca durino anni e che i prodotti possano non essere approvati dalle autorità di regolamentazione dei farmaci prima di tale periodo di tempo può indurre i teorici della cospirazione a ritenere che tali promettenti ricerche siano state "insabbiate" da poteri occulti.
Nel 2016 David Robert Grimes pubblicò uno studio sulla matematica insensatezza delle teorie cospirazionistiche in generale. Egli, infatti, spiegò nel dettaglio che se ci fosse un’ipotetica cospirazione delle case farmaceutiche per nascondere una cura per il cancro, allora si impiegherebbero circa 3,2 anni a venirne a conoscenza a causa dell’enorme numero di persone necessarie a mantenerlo segreto.

### Disease mongering
Un’argomentazione comune a tutti i complottisti è l'accusa di mercificazione della malattia ad oltranza delle compagnie farmaceutiche che propagandano l'impiego dei loro prodotti anche ove non sarebbero strettamente necessari a risolvere determinate condizioni, e sopprimano gli studi contrari ai loro farmaci esercitando pressione finanziaria su ricercatori e giornalisti. Ad esempio, nel 2015 apparve una serie di articoli pubblicati sul British Medical Journal che affermavano come il paracetamolo fosse inutile contro i dolori lombari e praticamente inefficace contro l’artrosi.

## Accoglienza
Steven Novella scrisse che, per quanto l’industria farmaceutica sia comunque condannabile sotto alcuni aspetti, “demonizzare” quest’ultima non è solo demagogico, ma anche "intellettualmente pigro". Egli affermò che attaccare l’industria farmaceutica con critiche estreme la aiuti, paradossalmente, ad evitare problemi: le accuse esagerate infatti distoglierebbero l’attenzione dalle critiche razionali e oggettive, offuscandole.
Nel suo libro del 2012 Bad Pharma, Ben Goldacre criticò le case farmaceutiche ma escluse ogni teoria cospirazionista. Egli affermò che i problemi sono “causati da persone normali, ma molte di esse non possono nemmeno sapere cos’hanno fatto.”

## Conseguenze
La questione delle controversie scaturite dalle teorie del complotto sulle case farmaceutiche e da eventi storici pecualiri vere o false che sia ha portato a ridurre la fiducia nei confronti della medicina e dei medici, portando ad un incremento dei contenziosi, i quali hanno portato all'abuso della medicina difensiva e all'aumento dei costi in generale per le cure.